# Pailin
För andra betydelser, se Pailin (olika betydelser).
Pailin är en provins i västra Kambodja nära thailändska gränsen. Provinsen omges av Battambang och var en del av denna provins innan den avskiljdes. Ieng Sarys röda khmerer har sen dess haft kontroll över provinsen som Demokratiska Kampucheas sista utpost. Trakten försörjer sig främst på ädelstensfyndigheter och spelhallar drivna av röda khemrer. En annan viktig näring för provinsen har varit skogsavverkning för export till Thailand. 